# 李鐘山
李 鐘山（リ・ジョンサン、朝鮮語: 리종산、1922年 - 2011年7月23日）は、朝鮮民主主義人民共和国の軍人、政治家。軍需動員総局長、朝鮮反帝闘士老兵委員会委員長、最高人民会議代議員などを歴任。朝鮮人民軍における軍事称号（階級）は次帥。金日成の副官として抗日パルチザン活動に参加したことから、「抗日パルチザン世代」に分類される。

## 経歴
1922年に中国で生まれた。11歳の時に抗日組織の東北抗日聯軍に入隊し、金日成の副官を務めた。中央保安幹部学校卒業。1965年7月に朝鮮人民軍陸軍第2軍団参謀長に就任した。1990年4月に最高人民会議第9期代議員に選出された。1992年に大将に昇進し、1995年に軍需動員総局長に就いた。1997年に次帥に昇進し、2005年4月に朝鮮反帝闘士老兵委員会委員長に就いた。同年5月9日にロシア・モスクワで開催された対独戦勝60周年記念式典に北朝鮮代表団の団長として参加した。
2009年3月8日に実施された最高人民会議第12期代議員選挙で、金正日総書記が立候補した選挙区で投票したことが報じられると、それから動静が途絶え、2011年7月23日に死去。金正日総書記から花輪が贈られた。